# ویکتور مولر
ویکتور مولر (آلمانی: Viktor Müller؛ زادهٔ ۱۲ دسامبر ۱۸۸۶ - درگذشته نامشخص) بازیکن فوتبال اهل اتریش-بوهم بود.
وی همچنین در تیم‌های ملی فوتبال بوهم و اتریش بازی کرده‌است.